# Rivière-sur-Tarn
Rivière-sur-Tarn település Franciaországban, Aveyron megyében. Lakosainak száma 1045 fő (2022. január 1.). Rivière-sur-Tarn Compeyre, La Cresse, Mostuéjouls, Sévérac-d'Aveyron, Verrières és Peyreleau községekkel határos.

## Népesség
A település népessége az elmúlt években az alábbi módon változott:
| Lakosok száma | 657  | 711  | 757  | 1013 | 1050 | 1056 | 1043 | 1039 | 1029 | 1045 |
|               | 1968 | 1982 | 1990 | 2006 | 2013 | 2015 | 2017 | 2019 | 2020 | 2022 |